# Calegari (football, 2002)
Pour les articles homonymes, voir Calegari.
Lucas Felipe Calegari, plus simplement connu comme Calegari, né le 27 février 2002 à Cuiabá, est un footballeur brésilien qui évolue au poste d'arrière droit à Eyüpspor.

## Biographie

### En club
Né à Cuiabá, Calegari commence à jouer au football à l'âge de sept ans avec l'AA Uirapuru, club de sa ville natale,. Il intègre ensuite l'académie de Fluminense à l'âge de 12 ans, signant son premier contrat pro avec eux en janvier 2019. En fin d'année, il prolonge son contrat avec le club de Rio jusqu'en 2025, avec une clause libératoire de 40 millions d'euros.
Calegari fait ses débuts professionnels avec Fluminense lors d'une victoire 1-0 en Série A contre l'Athletico Paranaense le 22 août 2020.
Le 27 février 2023, en début de saison 2023 de Major League Soccer, il est prêté au Galaxy de Los Angeles afin de remplacer Julián Araujo.

### En sélection
Calegari est international avec l'équipe du Brésil des moins de 17 ans, prenant part le 26 juillet 2019 à une victoire 4-1 en match amical contre le Paraguay.
Il évolue également avec les moins de 20 ans, étant sélectionné pour un tournoi quadrangulaire sudaméricain en décembre 2020. Il prend part à toutes les rencontres du tournoi, contre la Bolivie,, le Pérou,, puis le Chili,,, les brésiliens remportant la compétition,.